# Larry Doyle
Larry Doyle est un scénariste, producteur, écrivain et humoriste américain né le 13 novembre 1958 à Camden au New Jersey. Il est principalement connu pour son travail sur les séries télévisées Beavis et Butt-Head et Les Simpson.

## Filmographie

### Scénariste

#### Pourles Simpson
| Année | Titre                                            | Titre original                                   | Saison | Épisode | Réalisateur       |
| ----- | ------------------------------------------------ | ------------------------------------------------ | ------ | ------- | ----------------- |
| 1998  | Le Journal de Lisa Simpson                       | Girly Edition                                    | 9      | 21      | Mark Kirkland     |
| 1998  | Simpson Horror Show IX - La Terreur de Tiny Toon | Treehouse of Horror IX - The Terror of Tiny Toon | 10     | 4       | Steven Dean Moore |
| 1999  | Sbartacus                                        | Wild Bart Can't Be Broken                        | 10     | 11      | Mark Ervin        |
| 1999  | Les Simpson dans la Bible                        | Simpsons Bible Stories                           | 10     | 18      | Nancy Kruse       |
| 2000  | Bière qui coule amasse mousse                    | Pygmoelian                                       | 11     | 16      | Mark Kirkland     |
| 2000  | Marge Folies                                     | It's a Mad, Mad, Mad, Mad Marge                  | 11     | 21      | Steven Dean Moore |
| 2001  | Le Pire Épisode                                  | Worst Episode Ever                               | 12     | 11      | Matthew Nastuk    |

#### Autre
- 1991 : Liquid Television (2 épisodes)
- 1993 : Les Razmoket (1 épisode)
- 1994-1997 : Beavis et Butt-Head (7 épisodes)
- 1997 : Daria (1 épisode)
- 2003 : Un duplex pour trois
- 2003 : Les Looney Tunes passent à l'action
- 2009 : I Love You, Beth Cooper
- 2011 : The 2011 Comedy Awards

### Producteur
- 1998-2001 : Les Simpson (39 épisodes)
- 2003 : Un duplex pour trois
- 2003 : The Whizzard of Ow
- 2003 : Les Looney Tunes passent à l'action
- 2003 : Museum Scream
- 2003 : Cock-a-Doodle-Duel
- 2004 : Duck Dodgers in Attack of the Drones
- 2004 : My Generation G... G... Gap
- 2004 : Hare and Loathing in Las Vegas